# 中西信行
中西 信行（なかにし のぶゆき、1948 - ）は、日本のイラストレーター。

## 略歴
1948年（昭和23年）千葉県生まれ。1972年（昭和47年）多摩美術大学グラフィックデザイン科を卒業後、広告代理店に入社。1974年（昭和49年）からイラストレーターとしても活躍。ロバート・A・ハインラインの『夏への扉』ハヤカワ文庫版のカバーイラストが有名。

## 本のカバーイラスト

### ハヤカワ文庫SF
- アンドロイドは電気羊の夢をみるか？（フィリップ・K・ディック著、1977年3月）
- 偶然世界（フィリップ・K・ディック著、1977年5月）
- バベル-17（サミュエル・R・ディレーニイ著、1977年7月）
- 海竜めざめる（ジョン・ウインダム著、1977年10月）
- ユービック（フィリップ・K・ディック著、1978年10月）
- さなぎ（ジョン・ウインダム著、1978年12月）
- 幼年記の終り（アーサー・C・クラーク著、1979年4月）
- 夏への扉（ロバート・A・ハインライン著、1979年5月）
- スターマン・ジョーンズ（ロバート・A・ハインライン著、1979年12月）
- 冷たい方程式 : SFマガジン・ベスト1 （トム・ゴドウィン他著、1980年2月）
- 火星のタイム・スリップ（フィリップ・K・ディック著、1980年6月）
- 空は船でいっぱい : SFマガジン・ベスト2 （シオドア・スタージョン他著、1980年8月）
- ドリームマスター（ロジャー・ゼラズニイ著、1981年5月）
- 砂のなかの扉（ロジャー・ゼラズニイ著、1981年8月）

### サンリオSF文庫
- 暗闇のスキャナー（フィリップ・K・ディック著、1980年7月）
- 手で育てられた少年（ブライアン・W・オールディス著、1980年10月）
- 内死（ロバート・シルヴァーバーグ著、1981年3月）
- ロードマークス（ロジャー・ゼラズニイ著、1981年11月）
- 流れよ我が涙、と警官は言った（フィリップ・K・ディック著、1981年12月）
- 兵士は立てり（ブライアン・W・オールディス著、1982年2月）
- 最後から二番目の真実（フィリップ・K・ディック著、1984年4月）

### その他
- 馬に乗った水夫 - ジャック・ロンドン、創作と冒険と革命（アーヴィング・ストーン著、ハヤカワ文庫NF、1977年7月）
- ロック＆アンサンブル （エイプリル出版、1977年11月）
- 愛に時間を（ロバート・A・ハインライン著、早川書房 海外SFノヴェルズ、1978年2月）
- 神州白魔伝（荒巻義雄著、奇想天外社、1979年2月）
- デッド・エンド（山田正紀著、奇想天外社、1980年2月）
- コスモス・ホテル（森下一仁著、ハヤカワ文庫JA、1980年10月）
- 獣の数字（ロバート・A・ハインライン著、早川書房 海外SFノヴェルズ、1984年2月）